# Reyðarfjörður
Reyðarfjörður [ˈreiːðarˌfjœrðʏr] ist ein Ort am gleichnamigen Fjord in der Gemeinde Fjarðabyggð (Region Austurland) im Osten Islands.

## Geschichte
Auf der Ferðakort von LMÍ 1:500.000 von 1984 heißt der Ort noch Búðareyri (deutsch Laden- oder Geschäftlandzunge).
Seit der nächsten Ausgabe von 1986 trägt er den aktuellen Namen.
Um 850 soll hier der färöische Wikinger Naddoddur an Land gegangen sein. Dem Landnámabók zufolge wäre er damit der Entdecker Islands. 1890 wurde Reyðarfjörður, als Island noch zu Dänemark gehörte, von der dänischen Regierung als offizieller Handelsplatz anerkannt. 1930 hatte Reyðarfjörður 300 Einwohner, 1940 waren es 360, und 1990 betrug die Einwohnerzahl 730.
1998 ruderten vier färöische Abenteurer in dem Ruderboot Naddoddur nach Reyðarfjörður, wo sie begeistert empfangen wurden. Eigentlich wollten sie segeln, aber wegen einer anhaltenden Flaute legten sie sich in die Riemen und wagten die 240 Seemeilen-Tour, anstatt bequem umzukehren. Der Ort wie auch die ehemalige Landgemeinde Reyðarfjörður (Reyðarfjarðarhreppur) gehören seit dem 7. Juni 1998 zur Gemeinde Fjarðabyggð.
Am 1. Januar 2023 hatte Reyðarfjörður 1393 Einwohner.

## Aluminiumwerk

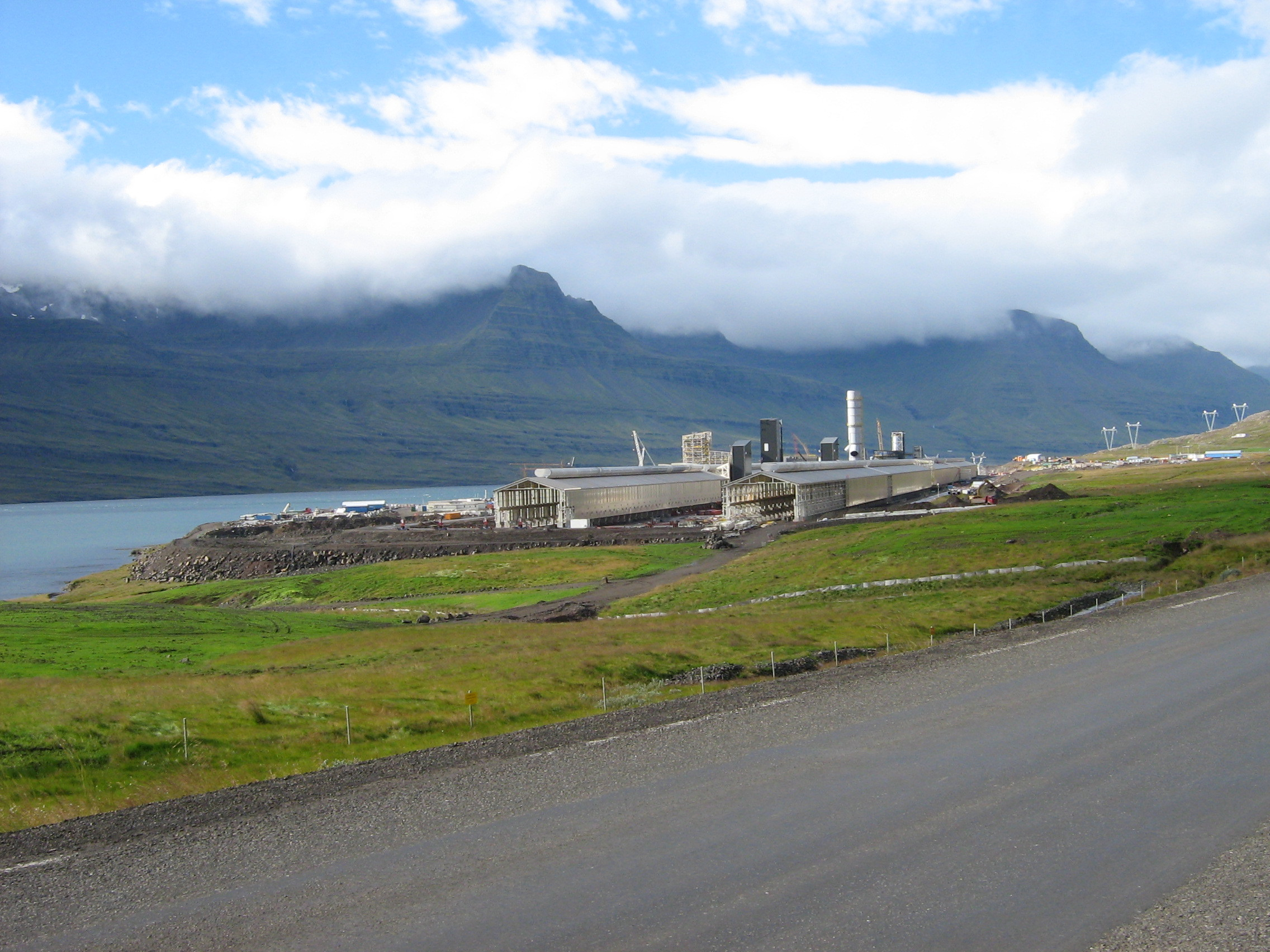
Das Aluminiumwerk in der Bauphase

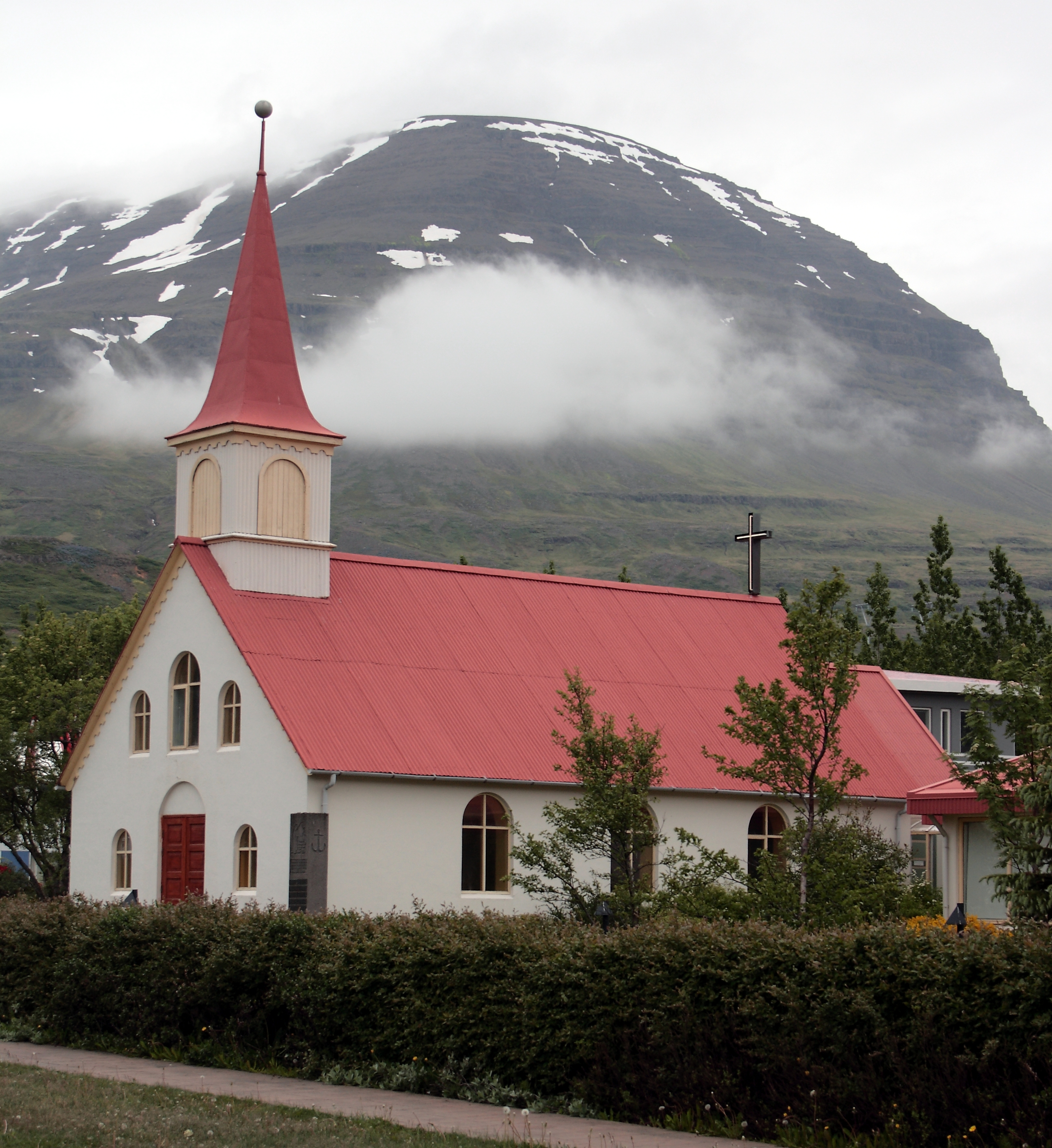
Reyðarfjarðarkirkja

Im Ort wurde ein Aluminiumwerk errichtet, obwohl es in Island kaum Rohstoffe gibt. Grund ist der sehr günstig zur Verfügung gestellte Strom (auf Island in 2015 lt. anderen Quellen ca. 4 Eurocent je kWh),  aus dem  Kárahnjúkar-Kraftwerk. Mit der damit verbundenen Ansiedlung von Arbeitern und ihren Familien konnte das Infrastrukturprojekt den lange Zeit anhaltenden Bevölkerungsrückgang in Ostisland umkehren. Zwischen Dezember 2004 und Dezember 2006 stieg die Einwohnerzahl Reyðarfjörðurs von 692 auf 2238 an.
Der Bau des für die Energieversorgung des Werkes nötigen Staudamms bei Kárahnjúkar war das umstrittenste Bauvorhaben Islands. Der Bau griff massiv in die Natur des ostisländischen Hochlandes ein. So schnitt er direkt die Wechsel der größten Population isländischer wilder Rentiere und liegt außerdem im Einflussbereich aktiver Vulkane, d. h. die unter dem Stausee liegenden Spalten gehören zum System der Kverkfjöll.

## Infrastruktur
Reyðarfjörður verfügt über Grundschule, Kindergarten, Bibliothek, Schwimmbad, Hotel, Restaurants, Poststelle, Bank, Kfz-Werkstatt, verschiedene Einkaufsmöglichkeiten und über einen Campingplatz. Für die medizinische Grundversorgung gibt es eine Apotheke und ein Gesundheitszentrum (Heilsugæslustöð).

## Sehenswertes

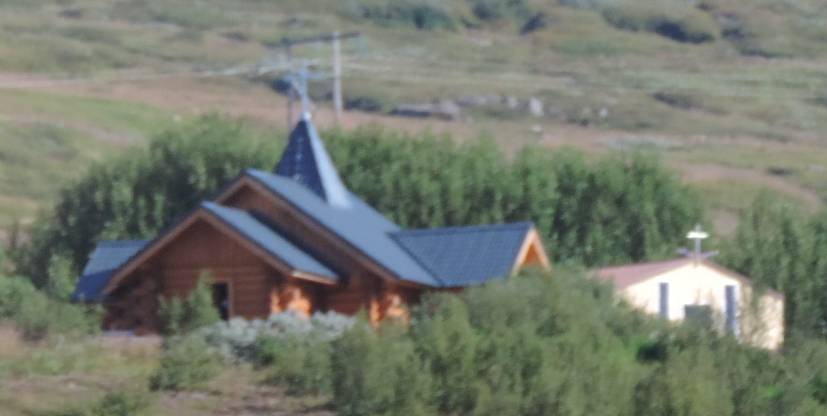
Katholische Kirche St. Thorlak

Der Bischof des Bistums Reykjavík, David Tencer, weihte am 17. Juni 2017 die katholische Kirche St. Þorlákskirkja in Reyðarfjörður ein, die nach dem isländischen Bischof Þorlákur Þórhallsson (deutsch Thorlak Thorhallson) benannt ist. Nach der Gründung des Aluminiumwerkes hatten sich zahlreiche katholische Arbeitskräfte aus Osteuropa in Reyðarfjörður und Umgebung angesiedelt. Die Kirche war ein Geschenk der katholischen Kirche der Slowakei, der Heimat des Bischofs, und wurde aus in der Slowakei vorgefertigten hölzernen Bauteilen erbaut. An der Einweihungsfeier nahm auch der Premierminister der Slowakei, Robert Fico, teil. Die evangelische Kirche Reyðarfjarðarkirkja, neben der ein Denkmal an die auf See gebliebenen Seeleute erinnert, wurde 1910 eingeweiht. Der Dachreiter wurde 1924 errichtet. Die Kirche, die eine Länge von 12,70 m und eine Breite von 7,30 m aufweist, steht seit 1990 unter Denkmalschutz. In den 1980er Jahren wurde sie renoviert.
Das Kriegsmuseum in Reyðarfjörður (Íslenska stríðsárasafnið) wurde 1995 gegründet.

## Trivia
Reyðarfjörður ist Drehort der eigentlich auf Spitzbergen spielenden Fernsehserie Fortitude.

## Söhne und Töchter des Ortes
- Baldur Ragnarsson (1930–2018), Esperantoschriftsteller
- Vilhjálmur Einarsson (1934–2019), Leichtathlet